# Los Viking's 5
Los Viking's 5 es una banda de cumbia chilena creada en Coquimbo en 1969 por los hermanos Juan y Onofre Núñez. Son parte de la segunda generación de grupos chilenos de cumbia. 
Siguieron la huella abierta antes por La Sonora Palacios, La Sonora Caravana, Amparito Jiménez y Luisín Landáez entre principios y mitades de los años 1960; pero a la usanza nortina (una zona especialmente prolífica en bandas tropicales) Esto es: cumbias con guitarra eléctrica, bajo y batería (sin sección de bronces) poniendo en primer plano la guitarra eléctrica a diferencia de otras agrupaciones, del que se destacan a los dos guitarristas principales que ha tenido la banda: Guillermo Montero Ireland y Eduardo Lalo Macuada. El grupo es conocido por interpretar la primera versión en cumbia de la canción compuesta por Hernán Gallardo Pavez, Un año más, además de los siguientes: Candombe para José, Linda provinciana, Ese muerto no lo cargo yo, Cariñito, De Coquimbo soy, Para qué llorar... para qué sufrir, Boquita de caramelo, La gordita, Glorioso San Antonio, Cuésteme lo que me cueste, El minero, Llegó la banda, El saxofón de Filomena, entre otros.

## Historia
Cerca del año 1968, Juan Núñez (timbales) ve a dos jóvenes de no más de 15 años con viejas guitarras que interpretaban temas del grupo Los Iracundos y Clan 91 y los invita a formar parte de una nueva agrupación, ese par de muchachos eran Mario García (bajo) y Eduardo Aranda (guitarra rítmica) que junto a un guitarrista principal del sector La Herradura comenzaron a tocar en pequeñas fiestas interpretando diversos ritmos bajo el nombre Viking 5 en honor a la sonda espacial del mismo nombre. Más tarde al guitarrista principal de la banda de esa época se le ocurre en medio de una fiesta pedir un cigarrillo a alguien del público. Juan Núñez, al percatarse de esto, lo desvincula de la banda porque quería que sus músicos tuvieran profesionalismo. 
Pasado un tiempo, Núñez se entera de que un joven de 15 años hacía maravillas con la guitarra y tenía un muy buen comportamiento, se trataba de Guillermo Montero Ireland, quien sería el guitarrista principal y compositor de los primeros éxitos de la banda durante los años '70, al final se integra Edson Onofre Núñez como voz principal del conjunto, formando la primera formación estable de Los Viking's 5 (nombre resultante de un sorteo entre los integrantes) inspirados en el sonido de la guitarra de Ricardo Pérez Montalvo, el fallecido líder de Los Fénix de Chuquicamata.
En la década de los setenta, Los Viking's 5 grabaron temas que con el tiempo serían inmortales en la movida tropical, siendo clásicos en variadas fiestas y celebraciones. Temas como: Linda provinciana, El minero, Ese muerto no lo cargo yo, Enamorado de mi suegra, Plena española o De Coquimbo soy, tuvieron y tienen hasta ahora mucho éxito en la escena local.
Las grabaciones sin duda más famosas y reconocidas de la agrupación coquimbana es Candombe para José de 1976 del compositor argentino Roberto Ternán, tema que ya se había hecho conocido por la versión del grupo Illapu, además en 1977 para su LP denominado Cumbias güenonas, graban la primera versión en ritmo de cumbia del tema de Hernán Gallardo Pavéz, Un año más, que más tarde se convirtió en una canción emblemática del repertorio de música tropical en Chile. 
En 1978; durante el apogeo musical de la agrupación, Guillermo Montero (guitarrista fundador) se retira de la banda para trabajar en ingeniería en minas, siendo reemplazado ese mismo año por Eduardo Lalo Macuada, guitarrista que según el bajista de la época Mario García: tocaba la guitarra como si siempre hubiese estado en la banda.
En esta segunda etapa, siguen grabando éxitos cómo Cariñito o El farolito, pertenecientes al álbum Santoral tropical, de 1980. En 1981 graban unos de sus mayores hits: Boquita de caramelo (conocido coloquialmente como: Tus besos son), del álbum Con mucho ritmo, bajo el sello EMI Odeón. Esta producción logró vender más de 100.000 copias aproximadas, dejando a la agrupación como una de las más importantes del país.
Durante esa misma década, el conjunto recorre varios países de Latinoamérica, siendo fuertemente reconocidos en Perú y Argentina. A finales de la época recorren varios países del Viejo Continente como Francia, Suecia, Dinamarca, Holanda, Alemania, entre otros.
Sin duda una de las voces más reconocidas de la música tropical chilena era la de Edson Onofre Nuñez, el Chagua, líder y vocalista de la agrupación por treinta y dos años, quien fallece en octubre de 2001, generando así una renovación parcial de los miembros del grupo; mas no cambiando su estilo para interpretar fundamentalmente las cumbias.
El 2 de septiembre de 2010 el grupo sufrió un accidente automovilístico luego de que el furgón en que se desplazaban volcó en las cercanías de Caldera (Región de Atacama). Los integrantes del grupo solo sufrieron lesiones leves.
En 2011 participaron en la edición número 52 del Festival Internacional de la Canción de Viña del Mar y por primera vez después de 42 años de trayectoria se presentaron en la noche final del certamen obteniendo del público antorcha de plata y oro.
En 2012 estuvieron presentes en el I Festival Viva Dichato, XLIII Festival del Huaso de Olmué y el XLIII Festival del Huaso de Olmué, así como el 2014 se presentaron nuevamente en el XLV Festival del Huaso de Olmué y volvieron a estar presentes como el grupo de cumbia del certamen. 
En agosto de 2014; Ricky Núñez (miembro histórico de la agrupación) sufrió un accidente en Coquimbo, dejándolo con lesiones graves, del cual logró una milagrosa recuperación. Aunque, en febrero de 2023; fallece a causa de un ataque epiléptico, sumado a las complicaciones padecidas por el accidente de 2014. El grupo, reconoció su aporte importante como animador y cantante en los años en que fue parte del mismo.

Estas son las noticias que jamás se quisieran entregar cuando parte un ser querido y deja este mundo para entrar al sueño eterno. Hoy nos dejó el fundador de la animación (tropical) en Chile (...), hermano menor del Chagua, nuestro tío, el talentoso animador y por sobre todo, la voz romántica de Los Vikings 5".
Ángel y Edson Ñuñez, músicos de la banda y sobrinos de Ricky; 2023.

## Integrantes
Se enlista la totalidad de miembros que ha conformado el grupo a lo largo de su historia.
† = integrantes fallecidos.

### Actuales
- Pedro Barraza Cuadra - Voz (2001-presente).
- Eduardo Lalo Macuada - Guitarra (1978-presente).
- Edson Marley Núñez Araya - Bajo (1987-presente).
- Juan Donaire - Timbales (2010-presente).
- Francisco Contreras - Güiro y coros (2023-presente).
- Franco Cortés - Teclados (1991-1995 — 1997-presente).
- Elder Núñez - Percusión y coros (2009-presente).
- Ángel Núñez Araya - Güira y animación (2000-presente).

### Anteriores
- Onofre Chagua Núñez - Voz (1969 - 2001). †
- Carlos Mafafa Gallardo -  Voz y animación (1970 - 1983; 2009).
- Ricardo Ricky Núñez - Voz y animación (1987 - 2004). †
- Fernando Honores - Voz y animación (1997- 1998).
- Mauricio Carreño - Voz y animación (1998 - 1999).
- Juan Núñez - Timbales (1969 - 2002).
- Christopher Cortés - Timbales (2005- 2010).
- Guillermo Willy Montero Ireland - Primera guitarra (1969 - 1978).
- Eduardo Yayo Aranda - Segunda guitarra (1969 - 1983).
- Mario García - Bajo (1969 - 1986).
- René Pollo Esquivel - Teclados (1984).
- Luis Tirado Picarte - Teclados (1985- 1986).
- Patricio Flaquer - Teclados (1987 - 1990).
- Claudio Trincado Rojas - Teclados (1996 - 1997).
- Ricardo Muñoz (1984).
- Javier León - Animación (1999 - 2014).
- Marcos Núñez - Congas (2015 - 2020).

## Discografía
Los Viking's 5 poseen a su haber los siguientes álbumes:

### Álbumes de estudio
- Los Vikings' 5 (1972)
- Cumbias choras (1973)
- Chipe libre con los Vikings 5 (1974)
- Nada más que cumbias (1975)
- Cumbias riquitas (1976)
- Cumbias güenonas (1977)
- Glorioso San Antonio (1978)
- Santoral tropical (1980)
- Con mucho ritmo (1981)
- Para qué llorar, para qué sufrir (1983)
- Que siga la cumbia (1984)
- De película (1985)
- El negro no puede (1986)
- Ojitos hechiceros (1987)
- 88-89 (1988)
- De América a Europa (1989)
- Internacionales (1990)
- 21 años de fiesta y una canción romántica (1991)
- 31 grandes éxitos enganchados (1994)
- Más sabrosos que nunca (1996)
- Los Viking's 5 '97 (1997)
- La leyenda continúa (1998)
- Homenaje al Chagua (2002)
- Besito en la boca (2004)
- 40 años (2009)
- Con sabor a Viking's (2011)
- A gozar a gozar que el mundo se va a acabar (2012)

### Álbumes recopilatorios
- A gozar con Los Vikings 5 (1982)
- 20 cumbias a todo ritmo (1983)
- 20 grandes éxitos (1985)
- Destápese bailando 20 grandes éxitos (1985)
- Lo mejor de Los Vikings 5 (1991)
- Adiós a las penas (1993)
- Grandes éxitos enganchados (1994)
- 25 grandes éxitos (1995)
- Sácala a bailar (1996)
- 35 años de éxitos (2005)
- Íconos kitsch (2006)

## Colaboraciones en álbumes
- Carlos Gallardo, Mafafa (1980). Interpretando en calidad de solista el tema Pajarito mañanero, del álbum Santoral tropical.
- Eduardo Macuada, Lalo (1981). Interpretando en calidad de solista el tema Don Diablo, del álbum Con mucho ritmo.
- Diego Rodríguez (2009). Interpretando a dúo con el vocalista Pedro Barraza, el tema Dejate amar, del álbum 40 años.
- Armando Hernández (2009). Interpretando un medley con los temas Perdida y Loquito por ti, del álbum 40 años.